# Borrowdale
Borrowdale – civil parish w Anglii, w Kumbrii, w dystrykcie (unitary authority) Cumberland. W 2011 civil parish liczyła 417 mieszkańców. W obszar civil parish wchodzą także Seatoller, Stonethwaite, Rosthwaite, Grange, Seathwaite i Watendlath.